# Melidectes nouhuysi
Melidectes nouhuysi é uma espécie de ave da família Meliphagidae.
Pode ser encontrada nos seguintes países: Indonésia (Nova Guiné Ocidental) e Papua-Nova Guiné.
Os seus habitats naturais são: regiões subtropicais ou tropicais húmidas de alta altitude.